# Rue Turenne (Troyes)
Pour les articles homonymes, voir Rue Turenne.
La rue Turenne  est une voie historique du centre-ville de Troyes, dans le département de l'Aube.

## Situation et accès
Cette voie qui se trouve dans le centre ancien, vers la pointe sud-ouest du bouchon de champagne, commence à la rue Émile-Zola et se termine au boulevard du 14 juillet.

## Origine du nom
La rue doit son nom au maréchal Henri de La Tour d'Auvergne, vicomte de Turenne, né en 1611 et mort en 1675.

## Historique
A la fin du XIIIe siècle a pris forme la rue de Croncels, du nom du bourg situé à l'extrémité sud de la voie. C'est la future rue Turenne,. On trouve déjà la porte de Croncels (« Porta de Croncellis ») en 1125.
En 1417 l'hôpital du Saint Esprit, établi sur Croncels avant 1098 par les frères de l'hôpital du Saint-Esprit de Montpellier, est transféré à l'intérieur des murs de la ville dans la rue de Croncels, à l'emplacement de la caserne Beurnonville.

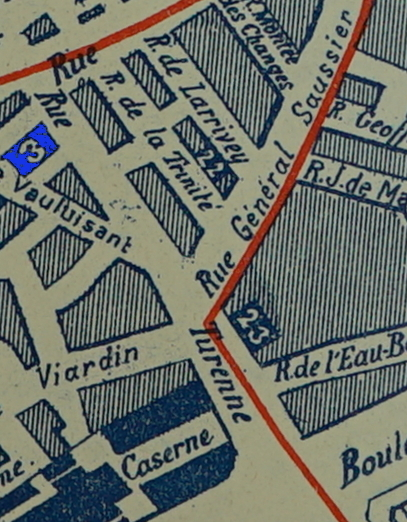
En 1911.

## Bâtiments remarquables et lieux de mémoire
Du sud au nord :
- l'Hôtel de Chapelaines (no 55)
- l'Église Saint-Pantaléon de Troyes (no 8 - entrée par la rue de Vauluisant)

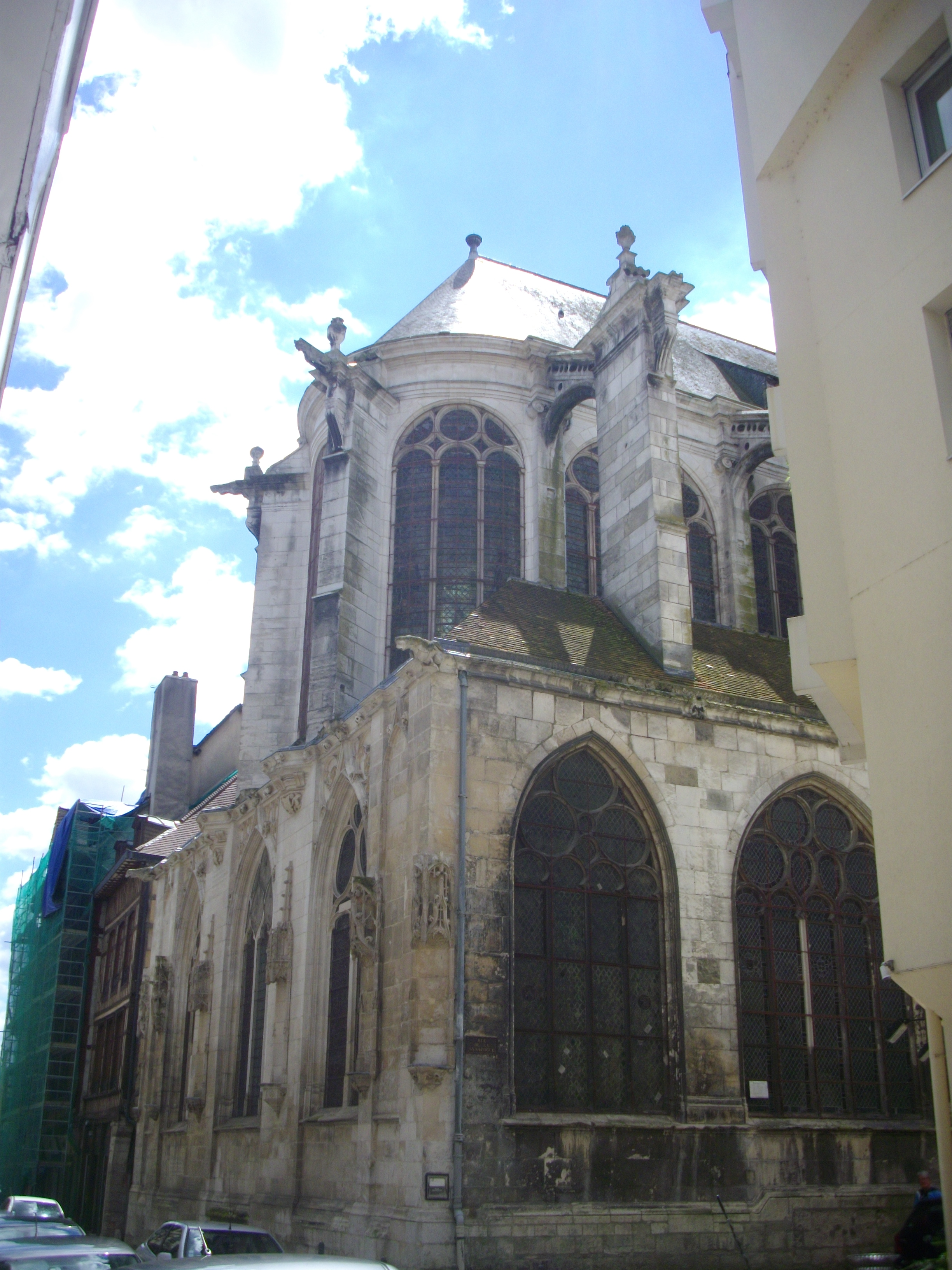
Chevet de l'église Saint-Pantaléon.
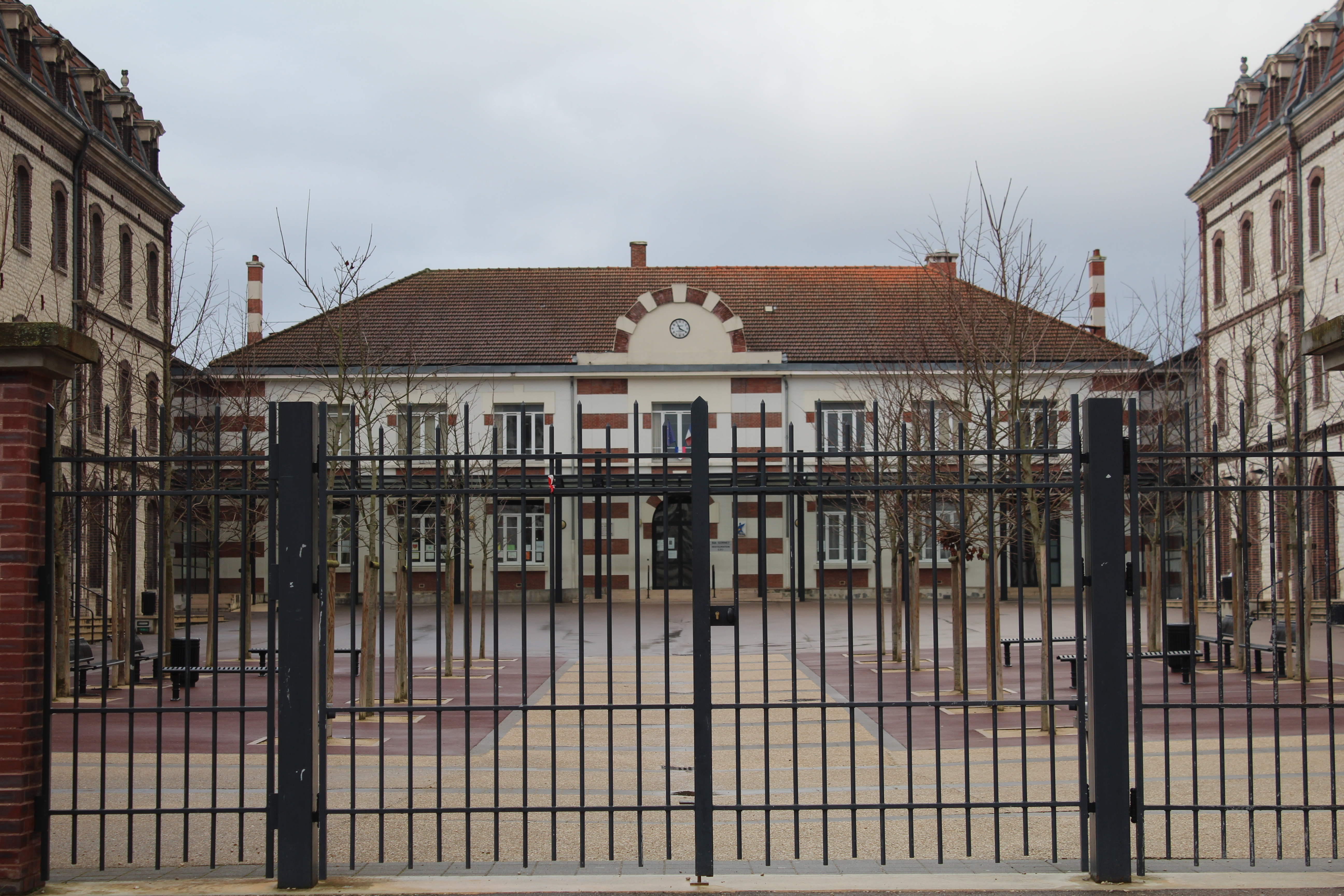
Collège Beurnonville (no 58).